# These Vagabond Shoes
These Vagabond Shoes est un court métrage américain réalisé par Scarlett Johansson en 2009. Il est initialement prévu pour le projet New York, I Love You.

## Synopsis
Un homme complètement ruiné, devenu vagabond, traverse New York seulement pour aller chercher un hot dog.

## Fiche technique
- Réalisation et scénario : Scarlett Johansson
- Photographie : Adam Kimmel
- Musique : Philip Glass
- Production : Emmanuel Benbihy
- Pays d'origine :  États-Unis
- Langue : anglais
- Durée : 11 minutes 44 secondes
- Genre : drame
- Date de sortie :  États-Unis : 2009

## Distribution
- Kevin Bacon : le vagabond
- Sean T. Krishnan : l'employé du bodega
- J. Salome Martinez : l'employé de Nathan
- Saul Williams : le rappeur